# Barbro Karlén
Barbro Karlén (1954) is een Zweedse vrouw, die reeds in haar tienerjaren boeken schreef met een volwassen onderwerp. Ze heeft zich nogal wat onbegrip op de hals gehaald toen ze aangaf zich te herinneren dat ze Anne Frank - in haar vorige leven tijdens WO2 - was. Na haar schooltijd ging ze werken bij de Zweedse bereden politie, omdat ze erg goed met paarden kon omgaan. Tijdens haar werk ondervond ze veel tegenwerking van collega's (vroegere nazi's), wat ze uitgebreid beschrijft in haar boek En de wolven huilden – waarin ze van het pseudoniem Sara Carpenter als vertelster gebruik maakt.
Uiteindelijk vertrok ze naar Amerika/Californië en men hoorde niets meer van haar, omdat ze de anonimiteit zocht. Vrij recent deed ze weer van zich spreken in een paar talkshows.